# Газданов, Гайто
Гайто́ Газда́нов (осет. Гӕздӕнты Гайто, настоящее имя — Гео́ргий Ива́нович Газда́нов, осет. Гӕздӕнты Иваны фырт Георгий; 23 ноября (6 декабря) 1902, Санкт-Петербург — 5 декабря 1971, Мюнхен) — русский писатель-эмигрант, прозаик, литературный критик.

## Биография
Родился 6 декабря 1902 года в Санкт-Петербурге (дата была установлена в 2025 году, ранее во всех публикациях ошибочно указывался 1903 год рождения), в осетинской семье лесничего, Ивана (Баппи) Сергеевича Газданова (1864—1911). Мать — Вера Николаевна Абациева (1876—1939), осетинка, с детства жила в Петербурге, выпускница Бестужевских курсов. До четырёх лет жил в Санкт-Петербурге, в доме на Кабинетской улице (ныне — улица Правды). Позднее отец по долгу службы, а с ним и семья жили в Сибири, в Тверской губернии, в Полтаве, в Харькове. В Полтаве Газданов учился в Петровском Полтавском кадетском корпусе (4-я рота, I класс, 1-е отделение; 1913), после (с 1913 и до начала Гражданской войны) — в Харьковской гимназии.
В 1919 году, в неполные 17 лет, Газданов присоединился к Добровольческому движению А. И. Деникина, реорганизованном в Русскую армию П. Н. Врангеля, как говорил позднее, чтобы «узнать, что такое война». Прослужил год в звании рядового солдата на бронепоезде. Вместе с отступающей Белой армией он оказался в Крыму.
В ноябре 1920 года в ходе Крымской эвакуации пароходом уплыл в Турцию. В Константинополе написал свой первый рассказ («Гостиница грядущего», 1922). В болгарском городе Шумене окончил русскую гимназию (в Харькове Газданов доучился до седьмого класса).
В 1923 году переехал в Париж, где прожил большую часть своей жизни. Был портовым грузчиком, мойщиком паровозов, слесарем на автозаводе «Ситроен», преподавал французский и русский языки. Порой, когда он не мог найти работы, вынужден был жить, как клошар, ночуя на улице. Четыре года учился на историко-филологическом факультете Сорбонны, изучал историю литературы, социологию, экономику. Долгие годы (1928—1952), уже будучи известным писателем, был вынужден работать ночным таксистом. В романе «Ночные дороги» (1941) нашло отражение знакомство Газданова с парижским дном. Лишь после войны книга «Возвращение Будды», имевшая большой успех, принесла ему финансовую независимость.
Его первый роман «Вечер у Клэр» вышел в 1929 году и был высоко оценен Буниным и Горьким, а также критиками русской эмиграции.
Критика признала его и В. Набокова самыми талантливыми писателями молодого поколения. В Париже он стал членом Союза молодых писателей и поэтов, переименованного в Объединение писателей и поэтов в 1931 году. Уже в 1934 году вошёл в число руководителей Издательской коллегии. Завоевав высокую литературную репутацию, Г. Газданов регулярно печатался в «Современных записках», считавшихся самым авторитетным периодическим изданием эмиграции, участвовал в литературном объединении «Кочевье». В «Кочевье» он читал свою прозу, а также выступал с докладами о В. Розанове, А. Ремизове, И. Бунине, В. Маяковском.
Газданов хотел вернуться на родину, для чего в 1935 году обратился с просьбой о помощи к М. Горькому, который не смог выполнить данного обещания: он умер в 1936 году. В этом же году Газданов встретился с Фаиной Дмитриевной Гавришевой, урождённой Ламзаки (24.04.1892, Одесса — 27.08.1982, Париж), родившейся в семье одесских греков, которая была старше его на одиннадцать лет. Официально поженятся в 1953 г., когда Фаина Дмитриевна получит развод у первого мужа.
В 1937 году И. А. Бунин в интервью белградской газете особо отметил в русской эмигрантской литературе «младших писателей», из прозаиков назвав Сирина, Газданова, Берберову (в таком порядке).
В годы Второй мировой войны Газданов оставался в оккупированном Париже. В своей квартире с помощью жены укрывал евреев, помогал им. Так, он помог М. Слониму перебраться на неоккупированную часть Франции. С 1942 года принимал участие в движении Сопротивления, вступил в партизанскую бригаду, созданную советскими пленными. Работал в подпольном журнале: издавал информационные бюллетени. Его жена была связной между парижской группой «Русский патриот» и беглыми советскими военнопленными. Движение французского Сопротивления Газданов отразил в книге «Je m’engage a defendre» («На французской земле»), впервые опубликованной в Париже в 1946 году. В 1947 году Газданов с женой получают французское гражданство.
В 1950 г. в Нью-Йорке и Лондоне на английском выходит роман «Призрак Александра Вольфа». Его экранизируют на американском телевидении — Студия 1 (CBS).

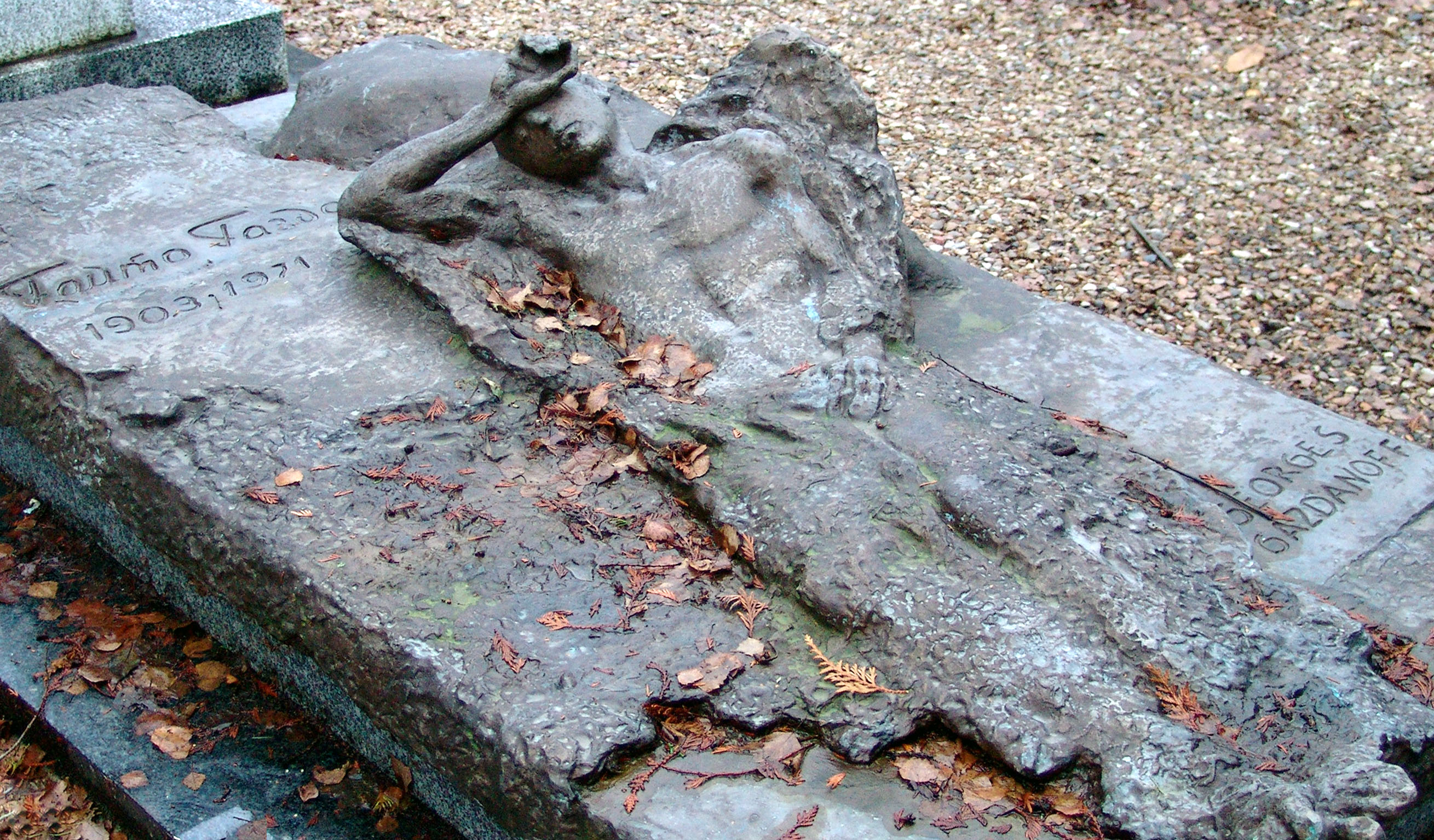
Могила Гайто Газданова на кладбище Сент-Женевьев-де-Буа. Скульптор академик РАХ Владимир Соскиев

С 1953 года и до конца жизни Газданов работал журналистом и редактором на радио «Свобода», где, под псевдонимом Георгий Черкасов, вёл передачи, посвящённые русской литературе. Через три года становится главным редактором новостей (в Мюнхене), в 1959 возвращается в Париж корреспондентом Парижского бюро Радио «Свобода». В 1967 его опять переводят в Мюнхен как старшего, а затем главного редактора русской службы.
Несмотря на известность и всеобщее признание, работу таксиста Газданов смог оставить лишь после того, как вышел в печать его роман «Призрак Александра Вольфа». Роман сразу по выходе был переведён на основные европейские языки.
В 1970 году у писателя диагностировали рак лёгких. Газданов стойко переносил болезнь, даже близкие люди не знали, как тяжело ему было. Посторонние же и вовсе не подозревали, что он смертельно болен.
Гайто Газданов умер накануне 68-летия 5 декабря 1971 года в Мюнхене, похоронен на кладбище Сент-Женевьев де Буа под Парижем.

### В масонстве
В 1932 году через писателя и критика Михаила Осоргина Газданов вступает в масонскую ложу «Северная звезда». В ней Газданов занимал ряд должностей, а в 1961 году стал её досточтимым мастером.
Вехи в масонском пути Газданова: посвящён по рекомендации М. Осоргина и М. Тер-Погосяна 2 июня 1932 в ложе «Северная звезда» под эгидой Великого востока Франции. Возвышен в степень подмастерья 13 июля 1933 года. Числился в «отпуске» в 1939 году. Оратор — с 18 октября 1946 года, с 12 ноября 1959 года и в 1966 году. Судья ложи — с 9 октября 1947 по 1948 год. Привратник — с 9 октября 1952 года. Делегат ложи — с 12 ноября 1959 года. Досточтимый мастер — в 1961—1962 году. Первый страж — с 27 ноября 1962 по 1964 год. Член ложи до кончины.
Во второй половине 1930-х годов был также действительным членом независимой (не входила ни в одно масонское послушание) ложи «Северные братья». Выступал с различными докладами на собраниях масонских лож: «Об „опустошённой душе“» (1936), «Писатель и коллектив» (1946), «Литература социального заказа», «О Гоголе» (1959, 1961), «О Чехове» (1960), «О постановке русских пьес на французской сцене» и др.

## Открытие Газданова для современной России
Газданов — писатель-эмигрант, долгое время не был известен у себя на родине. Для российского читателя газдановское наследие было открыто в 1990-х годах. В Москве в 1998 году было создано «Общество друзей Гайто Газданова», в задачи которого входит изучение творчества писателя и популяризация его произведений в России и за рубежом.
В 2001 году при содействии дирижёра Валерия Гергиева на кладбище Сент-Женевьев-де-Буа был открыт памятник на могиле Гайто Газданова, автором которого стал академик РАХ Владимир Соскиев.

## Стиль
В его произведениях сочетается порой жестокое, порой лирическое изображение жизни и романтико-утопическое начало. В раннем творчестве заметно движение от изображения всего сущего (экзистенционального бытия человека) к должному, к утопии, идеалу.
Проза Газданова рефлексивна. Повествование в наиболее характерных, «газдановских» вещах ведётся от первого лица, а всё описываемое: люди, места, события — подаётся через призму восприятия рассказчика, сознание которого становится осью, соединяющей разнообразные, иногда, казалось бы, никак не связанные звенья повествования. В центре внимания оказываются не события сами по себе, а рождаемый ими отклик — черта, роднящая Газданова с Прустом, с которым, кстати, его часто сравнивали. Эта особенность газдановских текстов часто вызывала недоумение современной автору эмигрантской критики, которая, отмечая необыкновенное чувство слова и ритма, признавая магию рассказчика, тем не менее сетовала на то, что произведения эти, в сущности, «ни о чём» (Г. Адамович, Н. Оцуп). Причиной такого амбивалентного отношения со стороны критики был отказ Газданова от традиционного построения фабулы. Произведения его часто строятся на сквозной теме: путешествие, с целью обретения любимой, а через неё и самого себя — в «Вечере у Клэр», судьба и смерть — в «Призраке Александра Вольфа» и т. д. Здесь нет фабульной стройности, но есть, по выражению М. Слонима, «единство настроенности». Центральная тема объединяет, удерживает в своём поле внешне не связанные элементы сюжета, переход между которыми часто осуществляется по принципу ассоциации. Так, в рассказе «Железный лорд» огромное количество роз на Парижском рынке и их запах дают толчок памяти рассказчика — он видел такое же количество роз один раз, в «большом городе южной России», и это воспоминание воскрешает давно прошедшие события, составляющие основу рассказа.
Критики, к примеру Л. Диенеш, видели в Газданове писателя-экзистенциалиста, близкого по духу к А. Камю.

## Особенности прозы
Отличительной особенностью писателя является его тяготение к экзистенциализму, в особенности это наблюдается в поздних произведениях Газданова. Персонажей этих романов и рассказов можно охарактеризовать как странников, совершающих реальные и метафорические путешествия к смерти, путешествия, грозящие духовными переворотами. Душа человека, как правило, недоступна окружающим и ему самому не всегда ясна. Требуется определённая ситуация, может быть, даже опасная, чтобы скрытое стало явным. Персонажи оказываются в экстремальном положении, совершают преступления, потому что не ведают понятия «грех». Однако при этом христианские идеалы им близки и понятны: любовь к ближнему, сострадание, неприятие бездуховности. В какой-то мере можно утверждать, что герои живут в искажённо-религиозном пространстве, что, возможно, стало следствием увлечённости писателя масонством.
Прозе Газданова присуща чувственная выразительность, ощущение дыхания жизни, ценности каждого мгновения.

## Творчество
Газданов — автор 9 романов, 37 рассказов, книги очерков «На французской земле», а также десятков литературно-критических эссе и рецензий. Архив Газданова, хранящийся в Хотонской библиотеке Гарвардского университета, составляет около 200 единиц хранения, большая часть — варианты рукописей, которые были опубликованы.

### Романы
Как движущаяся, развивающаяся система романы Газданова подразделяются на две группы, соответствующие двум периодам творчества писателя: «русские» романы и «французские». Разница в их построении дает основание для заключения о двуэтапности формирования авторского творческого «задания». В большей части «русских» романов в качестве направляющей внешнего сюжета выступает авантюрная стратегия, отражающая ранний период жизненного опыта героя — «путешественника», характеризующийся накоплением разнообразных событий и впечатлений. Лабиринтное, петляющее движение их сюжета обусловливает соответственный тип наррации, выраженный в «открытости», импровизационности.
Отличительные свойства романов Газданова от многих других романов его молодых или зрелых современников в необычайном лаконизме, уход от традиционной романной формы (когда есть завязка, кульминация, развязка, чётко обозначенный сюжет), максимальная приближённость к жизни, охват огромного числа проблем социальной, духовной жизни, глубокий психологизм, генетическая связь с философскими, религиозными, этическими поисками предшествующих поколений. Писателя интересует не столько событие, сколько специфика его преломления в сознании разных персонажей и возможность множественного толкования одних и тех же жизненных явлений.
- 1929 — Вечер у Клэр
- 1934 — История одного путешествия
- 1939 — Полёт
- 1941 — Ночные дороги
- 1947 — Призрак Александра Вольфа
- 1949 — Возвращение Будды
- 1953 — Пилигримы
- 1965 — Пробуждение
- 1968 — Эвелина и её друзья
- 1971 — Переворот (неоконч.)

### Рассказы
- 1926 — Гостиница грядущего
- 1927 — Повесть о трех неудачах
- 1927 — Общество восьмерки пик
- 1927 — Рассказы о свободном времени
- 1928 — Товарищ Брак
- 1930 — Чёрные лебеди
- 1931 — Фонари, Великий музыкант
- 1932 — Счастье, Третья жизнь
- 1934 — Железный Лорд
- 1938 — Ошибка
- 1938 — Хана
- 1938 — Бомбей
- 1939 — Вечерний спутник
- 1942 — Рассказ об Ольге
- 1953 — Княжна Мэри
- 1959 — Судьба Саломеи
- 1960 — Панихида
- 1962 — Нищий
- 1963 — Письма Иванова

### Эссе и доклады
- 1929 — Заметки об Эдгаре По, Гоголе и Мопассане.
- 1936 — О молодой эмигрантской литературе.
- 1946 — Писатель и коллектив.
- 1951 — Литература социального запада.
- 1959 — О Гоголе.
- 1961 — О постановке русских пьес во французских театрах.
- 1961 — О Чехове.
- 1963 — О литературном творчестве М. А. Алданова.
- 1965 — Роль писателя в современном мире.

### Фильмы о Гайто Газданове
- 2004 год — «Четвертая жизнь» режиссёра Рафаэля Гаспарянца.
- 2015 год — «Игра воображения. Гайто Газданов» режиссёра Рафаэля Гаспарянца.
- 2019 год — «Гайто Газданов. Имена. Цикл документальных фильмов» Медиа Группа «ЯРЧЕ»